# Міжнародна федерація веслувального спорту
Міжнародна федерація веслувального спорту (ФІСА) (фр. Fédération Internationale des Sociétés d'Aviron (FISA)) — організація, що займається розвитком академічного веслування у світі. Вдосконалює систему проведення змагань, проводить чемпіонати світу, курирує міжнародні змагання та проводить роботу по розвитку виду спорту, розширенню географії, удосконаленню правил змагань, методики підготовки гребного інвентарю та розвитку водного туризму. Цю роботу виконують відповідні комісії у складі ФІСА.

## Історія
ФІСА була заснована 25 червня 1892 року в Турині представниками Франції, Швейцарії, Бельгії та Італії у відповідь на зростаючу популярність веслування, і як наслідок, потребу в уніфікації правил стосовно таких питань, як довжина дистанції, конструкція човна та вагових категорій.
Першою регатою, організованою ФІСА був чемпіонат Європи, який був проведений в 1893 році на озері Орта, Італія.
ФІСА заснувала свою штаб-квартиру в Лозанні, Швейцарія в 1922 році. 
ФІСА стала першою міжнародною спортивною федерацією, що приєдналася до олімпійського руху для участі в перших Олімпійських іграх сучасності 1896 року. Кожна країна має свою Федерацію або регулюючий орган, який входить в конгрес ФІСА.